# دیوید رید
دیوید رید (انگلیسی: David Reid؛ زادهٔ ۱۷ سپتامبر ۱۹۷۳) بوکسور اهل ایالات متحده آمریکا بود.